# Nádraží čhatrapatiho Šivádžího
Nádraží čhatrapatiho Šivádžího (anglicky Chhatrapati Shivaji Terminus) je vlakové nádraží, které se nachází v indickém metropolitním městě Bombaji. Vedou z něj železniční trať Bombaj – Kalkata a železniční trať Bombaj – Čennaí. Nádraží se nachází blízko východního pobřeží Bombaje. V jeho blízkosti je umístěno kriketové hřiště Azad Maidan.
Bylo postaveno v roce 1888 ve stylu viktoriánské gotiky a dnes patří k hlavním památkám celé Bombaje. Pro svou historickou hodnotu bylo v roce 2004 zařazeno na seznam světového dědictví UNESCO.
Původně se nádraží jmenovalo Victoria Terminus k poctě britské královny a indické císařovny Viktorie. V roce 1996 bylo nádraží přejmenováno po maráthském válečníkovi a vládci čhatrapatim Šivádžím.
26. listopadu 2008 se stalo jedním z terčů teroristických útoků (viz teroristické útoky v Bombaji v listopadu 2008).